# Kristian Bjørn
Kristian Bjørn (22. august 1919 i Alvdal – 1. april 1993 i Alvdal) var en norsk langrendsløber. Han repræsenterede Alvdal Idrettslag.
Bjørn var med på holdet som vandt en bronzemedalje i 4×10 km stafet i VM i ski i 1950 i Lake Placid. Han deltog under vinter-OL for Norge i 1948 i St. Moritz med en 9. plads i 50 km. Kristian Bjørn var far til Torgeir Bjørn.
Kristian boede på Bjørnsplass gården og var bonde. Bjørn er en familie med lange rødder i skitoppen. Torgeir, Erling, Per, Kristian, Jan Christian osv.